# Бенгальская литература

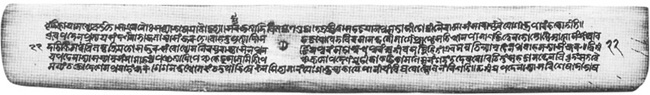
Чарьяпада (текст на пальмовых листьях на ассамском и бенгальском языках сохранившийся в Непале)

Бенга́льская литерату́ра — литература на бенгальском языке.

## История
Свод поэм буддийского содержания Чарьяпада на ассамском и бенгальском языках составлялся ещё с VII века.
Развитие Бенгальской литературы последовало в XI веке и получила своё распространение на территории современного Бангладеш и индийских штатов Западная Бенгалия и Трипура. Ранние памятники бенгальской литературы представляли собой героические песни в честь правившей в то время Бенгалией буддийской династии Пала. В последующие века получила развитие исключительно поэзия — языком прозы (религии, философии и науки) продолжал оставаться санскрит. На бенгальскую поэзию, продолжившую традицию санскритской литературы, наложили глубокий отпечаток религиозные представления населения Бенгалии. Недоступность для простого населения «мёртвого языка» санскрита произвела на свет многочисленные переводы и переложения классических произведений санскритской поэзии на бенгали.
В бенгальской поэзии выделяют два основных направления. Первое из них было вдохновлено вайшнавизмом — культом Вишну и его аватар, в особенности Кришны. В XIV—XVI веках в Бенгалии наступил расцвет вайшнавской мистико-эротической поэзии, излюбленной темой которой стали отношения Кришны и его возлюбленной пастушки Радхи, воспетые за несколько веков до того Джаядевой в знаменитой санскритской поэме «Гитаговинда».
В XVI веке начало развиваться второе поэтическое направление, основанное на культе Шивы и Кали.
Автором первого печатного прозаического произведения на бенгальском языке является католический миссионер, выходец из королевского рода Брушна Дон Антониу де Розарио, который написал сочинение известное сегодня под названием «Argument and dispute upon the law between a Roman Catholic and Brahman». Представляет собой религиозный диспут между христианином и брахманом.
В середине XIX века бенгальская литература получила новый импульс. В рамках задачи помочь британцам изучать индийские языки, на бенгальский язык были переведены многие тексты. Литературный мир также был потрясён восстанием сипаев 1857 года. Это событие нашло отображение в пьесе Nil Darpan Динобондху Митры.